# Artedielloides auriculatus
Artedielloides auriculatus is een  straalvinnige vissensoort uit de familie van donderpadden (Cottidae). De wetenschappelijke naam van de soort is voor het eerst geldig gepubliceerd in 1922 door Soldatov.
De soort staat op de Rode Lijst van de IUCN als Gevoelig, beoordelingsjaar 2009.